# Langenstraße 61 (Stralsund)
Das Haus Langenstraße 61 in Stralsund ist ein denkmalgeschütztes Bauwerk in der Langenstraße, Ecke Filterstraße.

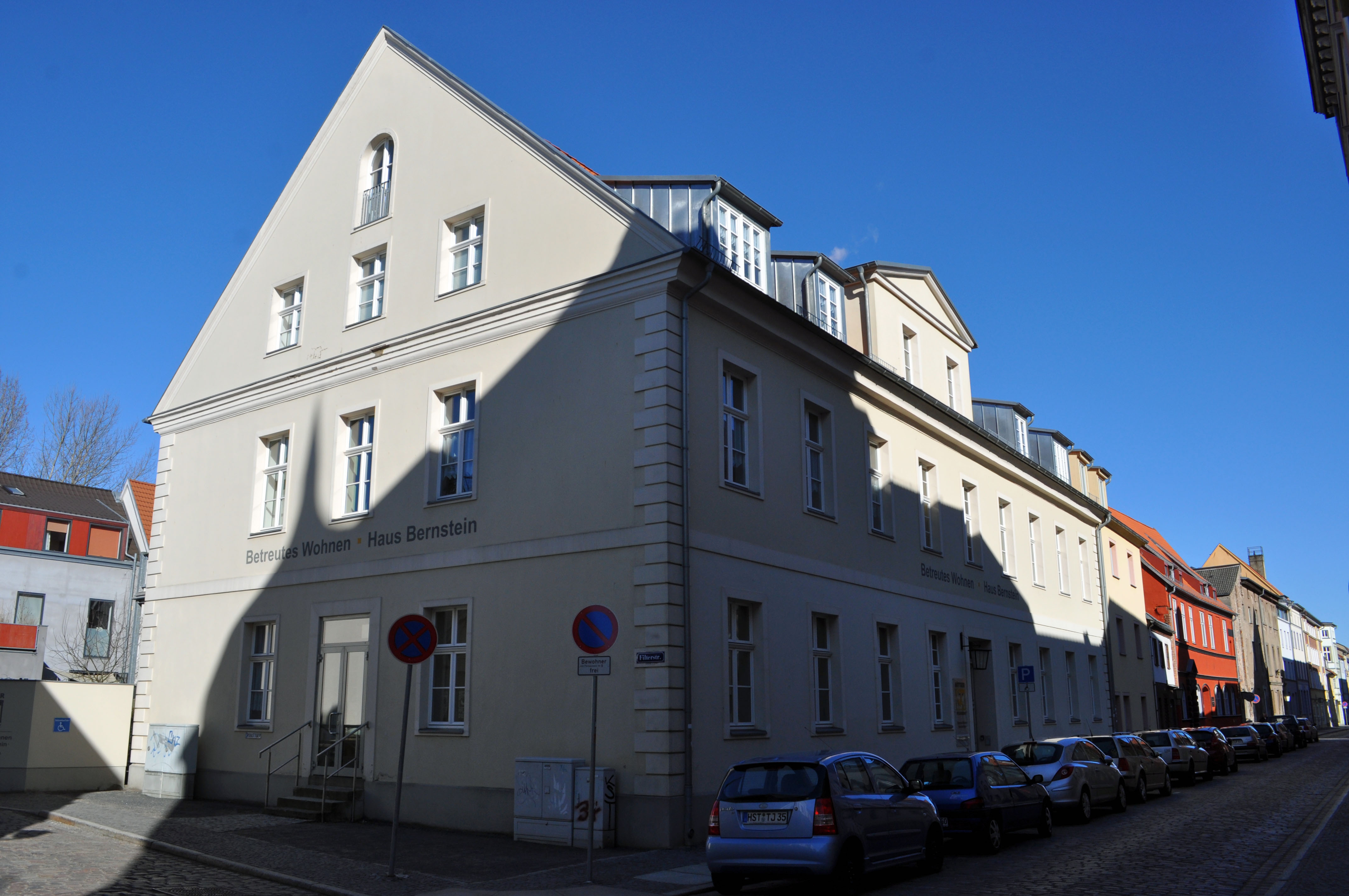
Haus Langenstraße 61 (2012)

Der zweigeschossige, traufständige Putzbau wurde Anfang des 19. Jahrhunderts als Schulgebäude errichtet. Die Hauptfront zur Langenstraße weist neun Fensterachsen auf und im Satteldach ein übergiebeltes Zwerchhaus. Die Giebelseite zur Filterstraße ist dreiachsig ausgeführt, ein profiliertes Traufgesims umläuft die Ecke.
Das Haus im Kerngebiet des von der UNESCO als Weltkulturerbe anerkannten Stadtgebietes des Kulturgutes „Historische Altstädte Stralsund und Wismar“ ist in die Liste der Baudenkmale in Stralsund eingetragen.